# Merriwa
Merriwa – miasto w Australii, w stanie Nowa Południowa Walia.